# Snuten
Snuten er et norsk band, der blev etableret i 2003.

## Medlemmer
- Nils Bech (vokal),
- Sverre Thorstensen /Kongsverre (vokal/keyboards),
- Martin Bjørnersen (vokal/perk).
- Ivar Winther, elektrokollektiv, som også producerer musikken.

## Diskografi
Udgivelser på C+C records:
- Welcome to the Jungle,
- We are the Future,
- We never learn (januar 2007)

| Musikgruppe | Spire Denne artikel om en norsk musikgruppe er en spire som bør udbygges. Du er velkommen til at hjælpe Wikipedia ved at udvide den. |